# NGC 37
NGC 37 és una galàxia lenticular de la constel·lació del Fènix. Té un diàmetre d'aproximadament 137.000 anys llum.